# Седельниково (озеро)
Седельниково — озеро в Жамбылском районе Северо-Казахстанской области Казахстана. Находится в 13 км к западу от села Макарьевка и в 4 к югу от села Пресноредуть.
По данным топографической съёмки 1944 года, площадь поверхности озера составляет 1,15 км². Наибольшая длина озера — 1,7 км, наибольшая ширина — 1,1 км. Длина береговой линии составляет 4,7 км, развитие береговой линии — 1,23. Озеро расположено на высоте 159 м над уровнем моря.